# Charles Soulacroix
Pour les articles homonymes, voir Soulacroix.
Charles Frédéric Joseph Soulacroix, né le 6 juillet 1825 à Montpellier et mort le 9 mai 1899 à Florence (Italie) est un sculpteur et peintre français.

## Biographie

### Jeunesse et années de formation
Charles Soulacroix est le troisième enfant de Jean-Joseph dit Jean-Baptiste Soulacroix (1790-1848) et de Zélie Magagnos (1798-1882). Son père fait carrière dans l'instruction publique, il est en particulier recteur de l'Académie de Lyon entre 1833 et 1845. Charles est le frère d’Amélie Soulacroix (1820-1896) qui épouse le 23 juin 1841 Frédéric Ozanam, professeur de littérature étrangère à la Sorbonne et connu pour être l’un des fondateurs de la Société de Saint-Vincent-de-Paul.
Charles Soulacroix fait ses études secondaires au Collège royal de Lyon et, dès 1841, il exprime son goût très vif pour la sculpture au point de vouloir arrêter ses études secondaires. En 1842, il sculpte un buste de sa sœur Amélie, et l'année suivante, celui de son beau-frère Frédéric Ozanam. Ses parents acceptent son désir de tenter une carrière artistique, l'inscrivent au cours de Léopold de Ruolz-Montchal, mais exigent qu'il passe son baccalauréat. Charles Soulacroix devient bachelier en 1843 puis encouragé par Claude Bonnefond, directeur de l'école et relation de ses parents, également par Louis Janmot, ami d'enfance de Frédéric Ozanam, il envisage de poursuivre sa formation à Paris et se met à la recherche d'un maître et d'un atelier. Jehan du Seigneur, Cortot, Pradier, David d'Angers, Antoine Étex, Jean-Marie Bonnassieux, Jean-François Legendre-Héral, Pierre-Charles Simart sont tour à tour envisagés et finalement c'est Jules Ramey qui accepte de prendre Soulacroix dans l'atelier qu'il dirige avec Auguste Dumont. 
Dès janvier 1845, il poursuit ses études de sculpture et peinture à l'École des beaux-arts de Paris. Il retrouve ainsi son ami Hippolyte Bonnardel avec lequel il travaille régulièrement. Il obtient quelques bons classements et des médailles mais parmi les concours auxquels il se présente, celui du prix de Rome est le plus envié et le plus prestigieux. Après plusieurs vaines tentatives, il réussit à la première épreuve d'essai en 1849 mais il échoue aux suivantes. Il participe également cette même année au Salon avec un buste de Pierre-Paul Royer-Collard qui sera acheté et mis à l'Institut et dont une répétition fut offerte à la faculté des lettres de Paris.
Sa formation l'inscrit dans la tradition néo-classique. La plupart de ses bustes ou de ses portraits en médaillons ne sont pas retrouvés à l'exception de quelques-uns : bustes de sa sœur Amélie et de son oncle l'abbé Marc-Antoine Soulacroix, médaillons de son beau-frère Frédéric Ozanam ou de l'abbé Noirot , son professeur de philosophie au Collège de Lyon.

### Le choix de l'Italie et l'orientation vers la peinture
Lors d'un séjour à Marseille dans sa famille maternelle en octobre 1850, Charles Soulacroix réalise son projet de s'embarquer pour l'Italie pour se perfectionner dans son art à Rome. Le séjour en Italie se prolonge d'autant plus qu'en août 1852 il se marie à Rome avec une jeune italienne, Giacinta Diofebo dont il a deux enfants, Marie-des-Anges (née en 1856) et Frédéric (1858-1933), qui deviendra peintre. Malgré les recommandations diverses qu'il a recueillies, les commandes sont rares, quelques travaux lui permettent cependant de subvenir à ses besoins et à ceux de sa famille, comme le monument exécuté en 1852 pour la sépulture d'Ernest Colin dans l'église Saint-Louis des Français à Rome. 
Atteint depuis 1850 d’une ophtalmie causée par la poussière de marbre et menacé de perdre la vue, Charles Soulacroix abandonne peu à peu la sculpture pour la peinture. « Mon but et cela est approuvé, conseillé par des hommes illustres comme Cornelius entrautres [sic], c'est la peinture. » Peut-être influencé par Victor Orsel qu'il avait rencontré à Paris, Charles Soulacroix se rapproche en effet du mouvement nazaréen et fréquente l'atelier de Johan Friedrich Overbeck où il rencontre Peter von Cornelius de qui il devient l'élève à partir de 1855. Dans cet atelier il participe aux travaux faits souvent collectivement. Il est sollicité pour des copies diverses, le plus souvent d’œuvres de Raphaël. Ainsi La Mise au tombeau lui est demandée en 1862 par le ministère des Beaux-Arts pour la Galerie Borghèse à Rome, ou bien, avec le peintre Antoine Sublet pour la décoration des murs de la Newman University Church (en) de Dublin. Cependant, il est loin d'obtenir suffisamment de commandes pour vivre avec aisance. Entre 1850 et 1863, il travaille principalement à Rome où, entre autres, il peint les fresques de l'église des Sœurs de Saint-Vincent-de Paul en 1856. Il travaille aussi à Parme, Pise, Livourne et Florence.   

### Les fresques de la basilique Notre-Dame-de-l'Immaculée-Conception de Boulogne-sur-Mer
Un séjour à Paris entre mai et novembre 1861 lui offre une opportunité. L’abbé Benoît-Agathon Haffreingue, architecte autodidacte et bâtisseur de la basilique Notre-Dame-de-l'Immaculée-Conception de Boulogne-sur-Mer, le charge de peindre les fresques ornant le dôme et six chapelles de cette église. L'ensemble est considéré comme l’œuvre majeure en peinture de Charles Soulacroix qui fait là ses grands débuts de fresquiste. Les fresques de la basilique Notre-Dame de Boulogne-sur-Mer sont considérées comme son œuvre majeure dans la peinture. 
De 1863 à 1865, il s’est consacré entièrement à la décoration des six grandes chapelles du dôme de Notre-Dame de Boulogne-sur-Mer. Les peintures de Charles Soulacroix représentent l’histoire de la Vierge, sa naissance, sa présentation au Temple, l’Annonciation, la Visitation, sa purification ou présentation de l'Enfant Jésus au Temple et l’Immaculée Conception. Elles offrent dans leur ensemble un développement de près de 1 000 m2 et ont été exécutées a fresco, c’est-à-dire au fur et à mesure de l’application du ciment sur les parois des chapelles. Avant de commencer ce chantier, Charles Soulacroix rentre quelque temps en Italie pour mettre en ordre ses affaires et étudier de plus près la technique de la fresque. En janvier 1862, reçu par le pape Pie IX, il lui montre ses premiers projets pour la basilique de Boulogne-sur-Mer. Des problèmes de santé le retardent, il ne commence ses fresques qu'en 1863 et les terminera en 1865 avec un an de retard par rapport au délai prévu en 1861. Le choix thématique dépend de l'objectif de Mgr Haffreingue : restaurer la ferveur mariale et plus particulièrement les pèlerinages en l'honneur de la Vierge nautonière.
Charles Soulacroix prolonge son séjour à Boulogne-sur-Mer espérant avoir acquis ainsi une certaine notoriété. Il exécute des aquarelles d'après nature et quelques restaurations. Mais ses fresques n'ont pas le succès escompté et sont même vivement critiquées en raison de l'inexpérience de l'artiste.

### Retour en Italie
Charles Soulacroix ne peut pas plus relancer sa carrière à Paris : il semble avoir été sollicité mais non retenu pour la décoration des trois tympans du porche de Église Saint-Ambroise reconstruite entre 1863 et 1868. Ses esquisses, à la peinture à l’huile et datées de 1866, représentant l'allégorie de l’Éloquence, saint Ambroise et l'allégorie de la Théologie sont conservées au Petit Palais, musée des Beaux-arts de la ville de Paris ; ces tympans seront en effet confiés à Giuseppe Devers et sont peints en lave émaillée. 
Après sept années passées en France, Charles Soulacroix rentre, avec sa femme et leurs deux enfants, en Italie, probablement à la fin de l'année 1870, s'établissant à Florence où il vit jusqu'à sa mort, produisant surtout des peintures, parfois des copies, et éventuellement mais, plus rarement, des sculptures.
Ses peintures sont des portraits de membres de sa famille, de Mgr Haffreingue, ou bien des sujets religieux où domine l'influence des nazaréens Overbeck et Cornelius (Vierge à l'Enfant, Bowes Museum, Sainte Famille, Sacré-Cœur, Résurrection de Lazare, Cène). Soulacroix également peint, mais plus rarement, des scènes mythologiques.
Ses œuvres sculptées ou peintes sont assez limitées et peu inventoriées ; elles sont moins connues que celles de son fils, le peintre Frédéric Soulacroix (1858-1933) avec qui la confusion est souvent faite alors que leur style, leurs thèmes d'inspiration et leurs signatures sont différents.